# 컨투어 (우주선)
혜성 핵 여행(영어: COmet Nucleus TOUR) 또는 줄여서 컨투어(CONTOUR)는 미국 항공우주국의 디스커버리 계획에 포함된 우주 탐사선으로, 2002년 7월 발사 후 실패했다. 목표는 두 혜성의 핵 부분을 지나쳐가며 관찰하고, 알려지지 않은 혜성을 찾는 것이었다.
두 방문 예정이었던 혜성은 엥케 혜성과 슈바스만-바흐만 3 혜성이었고, 세 번째 목표는 6P/다레스트 혜성이었다. 또한 2006년에서 2008년 사이 새로운 혜성을 내태양계에서 발견하리라 기대했으며, 이 경우 우주선의 궤도를 바꿔 혜성 주위를 지나치도록 궤도를 바꾸는 것이었다. 과학적인 목표는 4m의 해상도로 혜성의 핵을 촬영하는 것과, 100m의 해상도로 혜성 핵의 분광 지도 작성을 하고, 혜성 핵의 특성에 대한 지식을 향상시키기 위해서 핵과 가까운 곳에서 가스와 먼지에 대한 상세한 구성 성분 자료를 얻는 것이었다.
태양 주회 궤도에 우주선을 진입시키기 위한 고체 로켓이 2002년 8월 15일에 점화된 후, 탐사선과 통신이 되지 않는다. 지상의 망원경이 탐사선의 궤도 주변에서 세 개의 물체를 발견했고, 탐사선이 부서졌다는 추측으로 이어진다. 탐사선과의 통신 시도는 2002년 12월 20일을 마지막으로 종료되었다. 탐사선은 따라서 목표로 했던 과학적 성과를 전혀 달성하지 못했다. 하지만 나중에 뉴 허라이즌스 탐사선에 쓰인 것과 같은 APL 비간섭 우주선 탐색 기술과 같은 몇 가지 우주 기술을 시험했다.

## 우주선 설계

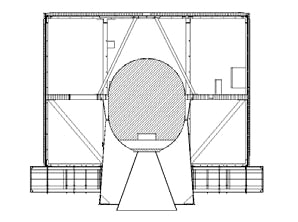
컨투어의 도표. 내부의 고체 로켓 모터를 보여준다

컨투어 탐사선은 70kg의 하이드라진 연료와 377kg의 스타 30BP 추진기를 가지고 있었고, 합해서 775kg의 무게가 나왔다. 태양 전지는 태양으로부터 0.75~1.5 AU의 거리에서 작동하도록 설계되었었다. 세 개의 축이 혜성과 만날 때에는 우주선의 회전을 멈추게 했고, 그 사이에는 안정화된 회전을 할 것이었다.
컨투어의 명령/자료 처리 및 유도/제어 컴퓨터는 몽구스-V 컴퓨터를 사용했다. 자료 및 사진, 영상은 3.3 기가바이트 고체 녹음기(600개의 그림 저장 가능)에 저장한 후, 100 킬로바이트/초의 속도를 지원하도록 설계된 직경 0.45 m 고이득 안테나를 통해 전송할 예정이었다.
탐사선은 네 가지의 주요 과학 탐사 장비를 가지고 있었다:
- 컨투어 원격 영상 분광기(CRISP)
- 컨투어 선미 사진기(CAI)
- 먼지 분석기(CIDA)
- 중립 기체 이온 질량 분석기(NGIMS)

## 임무
컨투어는 협정 세계시 2002년 7월 3일 6시 47분 41초에 케이프커내버럴 공군 기지에서 델타 7425 로켓(델타 II 라이트 발사체는 네 개의 고정된 고체 추진제와 3단에 27개의 스타 추진기가 있다)으로 발사되었다. 탐사선은 5.5일에 궤도를 한 번 도는 높은 원지점을 가진 궤도로 발사되었다. 목표 혜성들의 궤도가 차례로 늘어선 후, 스타 30 고체 로켓 추진기는 2002년 8월 15일 지구 탈출을 할 때 사용하였다. 2003년 8월에 지구를 지나친 후 2003년 11월 12일에 엥케 혜성으로 향하게 궤도를 수정한 후, 엥케 혜성에서의 근접 비행은 100~160km의 고도에서 혜성을 28.2 km/s의 속도로 지나칠 계획이었다. 2002년 8월 근접 비행 궤도로 진입할 때, 탐사선과의 통신이 끊겼다.
그 다음 예정되었던 지구 근접 통과는 2004년 8월, 2005년 2월 및 2006년 2월이었다. 2006년 6월 18일 컨투어는 14 km/s의 속도로 혜성 슈바스만-바흐만-3을 통과할 예정이었다. 이후 2007년 2월과 2008년 지구 근접 통과를 한 후, 혜성 드레스트의 근접 비행은 2008년 8월 16일에 11.8 km/s의 속도로 가능했었을 수 있었다. 모든 근접 비행은 100km의 거리 안과, 혜성이 최고로 활동할 때 이루어졌을 예정이었다. 컨투어는 엥케 혜성을 근접 비행한 후, 원하는 특성을 가진 혜성을 발견해서 궤도를 재설정했었을 수도 있었다(예를 들자면, 활동하고 있고, 절대등급이 10 이상이며, 근점이 1.5 AU 안에 있는 혜성).

## 실패 발표
조사 위원회는 사고가 고체 로켓 모터가 작동할 동안 구조적 결함이 있어서 실패했다고 결론을 내렸습니다. 다른 제안된 원인들은 고체 로켓 모터가 고장나거나, 탐사선이 우주 쓰레기와 충돌했거나, 탐사선이 탐사선 자신을 조종할 수 없었을 수도 있었다고 말했습니다."— 미국 항공우주국

## 추진되었던 재발사
컨투어의 실패 후, 대체 우주선인 컨투어 2가 추진되었었고, 2006년에 발사되기로 계획되었었다. 그러나, 실현되지 않았다.